# 静岡100年委員会
静岡100年委員会（しずおか100ねんいいんかい）とは、静岡市の市制100周年を記念する事業を主催するために官民合同で結成した組織。「静岡駿府博」（SUNPU博'89）を主催した。
1990年（平成2年）1月31日、静岡100年委員会は静岡市制100周年記念事業の剰余金6億円余を市に寄付した。

## 出版物
- 静岡駿府博共同企業体 編『静岡駿府博覧会記録集』静岡100年委員会、1990年3月。全国書誌番号:90035115。
- 静岡駿府博共同企業体 編『Sunpu博89公式ガイドブック』静岡100年委員会、1989年3月。全国書誌番号:90010868、駿府城築城400年記念。